# Gnamptogenys alfaroi
Gnamptogenys alfaroi är en myrart som först beskrevs av Carlo Emery 1894.  Gnamptogenys alfaroi ingår i släktet Gnamptogenys och familjen myror. Inga underarter finns listade i Catalogue of Life.